# Furukawa Toranosuke

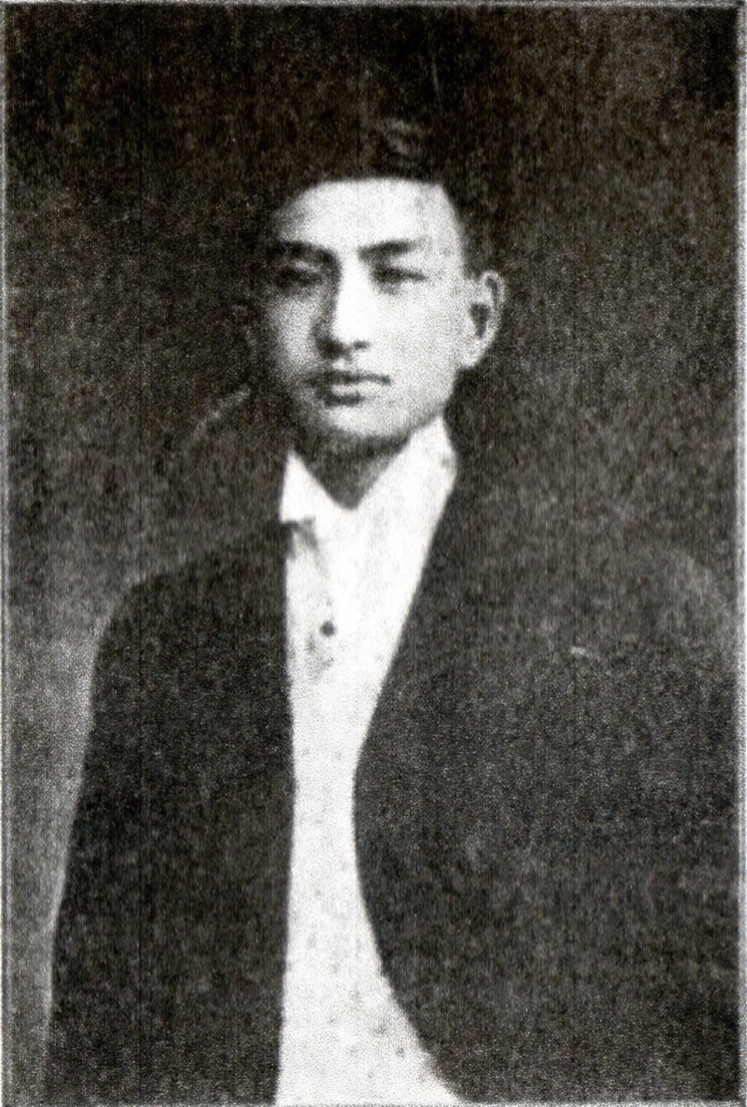
Furukawa Toranosuke

Furukawa Toranosuke (japanisch 古河 虎之助; geboren 1. Januar 1887 in der Präfektur Tokio; gestorben 20. März 1940 ebenda) war ein japanischer Unternehmer.

## Leben und Wirken
Furukawa Toranosuke war Sohn von Furukawa Ichibei, wurde zunächst Adoptivsohn von Furukawa Junkichi (古河 潤吉; 1870–1905), der seinerseits Adoptivsohn des Unternehmensgründers Ichibei war. Toranosuke beendete 1903 ein Studium an der Allgemeinen Abteilung der Keiō-Universität. Zur Weiterbildung besuchte er die Columbia-Universität in den USA. Nach seiner Rückkehr 1905 wurde er durch den Tod von Junkichi im selben Jahr das dritte Familienoberhaupt.
Toranosuke gründete 1918 die Furukawa OHG (古河合名会社 Furukawa gōmei gaisha), gründete 1918 die Unternehmen Tōkyō Furukawa Ginkō (東京古河銀行 ‚Furukawa-Bank Tokio‘), Furukawa Shōji (古河商事 ‚Furukawa-Handelsgesellschaft‘) und Asahi Denka Kōgyō (旭電化工業 ‚Asahi-Elektrounternehmen‘), gründete den Furukawa-Konzern und war gleichzeitig Präsident von Furukawa Kōgyō (古河鉱業 ‚Furukawa-Bergbau‘). 1928 übertrug er das gesamte Management seinem Schwager Yoshimura Manjirō (吉村 万治郎; 1886–1969), veräußerte 1931 die Furukawa Bank an die Daiichi Bank, übernahm wieder die Leitung der Furukawa Mining und gründete 1937 die Furukawa OHG wieder. Er gegründete 1939 die Nippon Keikinzoku (日本軽金属 englisch Nippon Light Metal) und schuf so über die Jahre den Furukawa Zaibatsu.
Auf der politischen Seite förderte Toranosuke die Seiyūkai. Daneben hat Toranosuke sich auch sozial betätigt, wie zum Beispiel durch die Gründung des Meitokukai (明徳会) für die Waisenbildung. Er erhielt viele Auszeichnungen, wurde bereits 1915 zum Baron ernannt. 1917 bezog er die vom britischen, in Japan tätigen Architekten Josiah Conder geschaffene Villa, die sich im Furukawa-Garten befindet.